# Arnaud de Vogüé
Pour les articles homonymes, voir Vogüé (homonymie).
Arnaud de Vogüé, né le 11 juin 1904 à Paris 7e (France) et mort à Cosne Cours sur Loire (Nièvre) le 27 septembre 1988, est un homme d'affaires français. Il est président de Saint-Gobain entre 1952 et 1970; il est aussi maire du village de Boulleret. Sous le nom de guerre de « colonel Colomb », il est un résistant français.

## Biographie

### Milieu social
Le vicomte puis comte Arnaud de Vogüé est un riche héritier, issu d'une vieille famille aristocratique (Famille de Vogüé), très intégrée au monde des affaires français depuis le XIXe siècle. Il est le fils de Robert de Vogüé, président des conseils d'administration des compagnies d'assurances L'Urbaine, vice-président de Saint-Gobain et membre du conseil de surveillance de Schneider et Cie, et de Lucie Sommier, riche héritière d'Alfred Sommier,.
Il fait ses études secondaires au lycée Janson-de-Sailly, puis à la Sorbonne, dont il sort licencié ès lettres. 
En 1929, il épouse Solange de Mun (1908-1999), fille de Fernand de Mun, maire de Pornic.

### Le résistant
Mobilisé en 1939-40, il participe à la Bataille de Dunkerque en 1940. Il se retire ensuite dans le domaine familial de Boulleret. 
Il s'engage fin 1943 dans la Résistance. En avril 1944, il devient le commandant des Forces françaises de l'intérieur pour le Cher-Nord, et il réussit à fédérer diverses formations de la résistance. C'est le cas par exemple des FFI, du 1er RI ou des FTP. Le chef des FTP (Julien Girault dit commandant Maxime) disparaîtra dans des conditions restées non élucidées (tué dans un bois près de Saint-Germain-du-Puy). Dans un article paru dans le Berry Républicain, une ancienne résistante, la sœur du capitaine Daniel, lui attribuera plus tard ce meurtre[réf. nécessaire].
Son frère, Jean de Vogüé, est un des dirigeants du COMAC, organe dirigeant les Forces françaises de l'intérieur.
Il donne l'ordre abattre Roger Thévenot, (chef départemental de la Milice française pour le Cher-Nord), exécuté à Bourges, le 8 août 1944, abattu à coups de revolver rue Calvin à 3 heures de l’après-midi en pleine ville. Roger Thévenot fera partie de l'aide à Joseph Lécussan qui sera responsable avec Pierre Paoli, agent français naturalisé allemand du SD de Bourges, sous les ordres de Erich Hasse mais le massacre est sous les ordres de Friedrich Merdsche chef de la Gestapo d'Orléans pour le Massacre des puits de Guerry il est un des gros massacres de l'année 1944 avec celui du Massacre de Tulle et du Massacre d'Oradour-sur-Glane.
Le 6 septembre 1944 au matin, près de Menetou-Salon, le colonel Colomb est prévenu que l’armée allemande a quitté Bourges. Il donne l’ordre de faire converger vers Bourges les maquisards massés à Menetou mais aussi à Ivoy-le-Pré, aidés par des hommes du 2e régiment de chasseurs parachutistes. Ils sont rejoints par les FTPF du colonel Hubert. La prise de Bourges fut relativement facile : quelques escarmouches opposent aux alentours de la ville les résistants et quelques soldats allemands, qui finissent par se rendre. Le soir du 6 septembre, le Colonel Colomb fait placarder sur les murs de la ville, un texte destiné aux Berruyers : 
« L’occupation de votre ville par l’ennemi a pris fin le 6 septembre 1944 (...). Votre ville a été libérée par les Forces françaises libres avec le concours du 4e Bataillon de parachutistes français. Après un long cauchemar de quatre années, l’ennemi et ses acolytes ont pris la fuite. »
Après guerre, il est le fondateur de l'hebdomadaire La Voix du Sancerrois. Par la suite, il reste engagé dans l'action locale: il est maire de Boulleret durant 50 ans. Colonel de réserve, il préside l’amicale des FFI du Cher-Nord .

### L'homme d'affaires
Dans les années 1930, Arnaud de Vogüé se lance avec l'appui de sa famille dans les affaires en Indochine, espérant profiter du boom du caoutchouc. Il séjourne à plusieurs reprises en Extrême-Orient, en Indochine et en Malaisie notamment,. Il préside ou administre plusieurs firmes: administrateur de la Société agricole de Suzannah (1931), administrateur-délégué de la Société des plantations d'An-Loc, dont son père est le président du conseil d'administration, administrateur en 1935 de la Société des plantations de Long-Thanh, liée à la Banque d'Indochine, administrateur de la Bienhoa industrielle et forestière, administrateur-délégué de la Société indochinoise de plantations d'hévéas, présidée par son père (entré à son conseil en juin 1914) depuis 1921, administrateur-délégué de la Société des caoutchoucs de Kompong-Thom (1936), président du conseil d'administration de la Compagnie du commerce et de navigation d'Extrême-Orient (1937). 
Après un nouveau séjour en Indochine au sortir de la guerre, il entre en 1947 au conseil d'administration de Saint-Gobain. Sa famille est actionnaire de la société depuis le XIXe siècle et certains de ses membres ont siégé à son conseil: son grand-père, Melchior de Vogüé à partir de 1893, qui l'a présidé de 1901 à 1916, et son père, Robert de Vogüé, vice-président de 1928 à 1936. Succédant à Pierre Hély d'Oissel, il préside cette firme entre 1952 et 1970.
La fin de son mandat de président est marquée par la première Offre publique d'achat (en fait une OPE lancée en décembre 1968) médiatisée en France: l'entreprise d'Antoine Riboud, Boussois-Souchon-Neuvesel (BSN), a voulu acheter un tiers du capital de Saint-Gobain, sans succès. Arnaud de Vogüé a su mobiliser ses réseaux pour contrer l'offensive et s'assurer l'aide de Marcel Bleustein-Blanchet de Publicis pour améliorer son image et celle de sa société. En 1969-70, Saint-Gobain fusionne toutefois avec Pont-à-Mousson, à l'initiative du P-DG de cette firme, juste avant le retrait d'Arnaud de Vogüé, qui de fait se trouve être le dernier des représentants des grandes familles à avoir présidé Saint-Gobain.
Il a été administrateur d'autres firmes, comme Paribas; il démissionne de son conseil d'administration lorsque cette banque épaule Riboud dans sa tentative d'OPA. Il a présidé la Commerciale et navale d'Extrême-Orient, et a été administrateur de la Société nouvelle des sucreries réunies, de Lebaudy et Sommier, de la Norvégienne de l'azote.
Arnaud de Vogüé est entré au comité de direction du Centre de recherches des chefs d'entreprise (CRC), lié au CNPF, en décembre 1955 ; il préside ce cercle de réflexion patronal de 1958 à 1963. Il siège un temps au conseil d'administration, comme vice-président, du Centre international de prospective, fondé en 1957 par Gaston Berger, ainsi qu'au conseil d’administration du comité français de la Ligue européenne de coopération économique (LECE) dans les années 1960 et à celui de l’Institut catholique de Paris à partir de 1959. Il est aussi président de la société anonyme publiant la vénérable Revue des deux Mondes, de sa constitution en 1965 à 1969.

## Hommage
- Avenue Arnaud-de-Vogüé à Bourges.